# Niz (Ochevenskoïe)
Niz (en russe : Низ) est un hameau russe situé dans le raïon de Kargopol dans le sud-ouest de l'oblast d'Arkhangelsk. Il fait partie du Nord russe, et sa population s'élevait à 118 habitants en 2012. 

## Géographie
Niz est située dans le coin sud-ouest de l'oblast d'Arkhangelsk, un sujet de Russie européenne qui fait partie du district fédéral du Nord-Ouest. La localité se trouve dans le nord du raïon de Kargopol, un des vingt-deux raïons de l'oblast. Le hameau se trouve à environ 42 kilomètres au nord-nord-ouest du chef-lieu du raïon, la ville de Kargopol. Niz, comme tout l'oblast d'Arkhangelsk, est situé dans le fuseau horaire MSK (heure de Moscou). Le décalage horaire appliqué par rapport au temps universel coordonné est +03:00.
Jusqu'à la dissolution des municipalités du raïon en 2020, le hameau faisait partie de la municipalité « Ochevenskoïe ».

## Démographie
Recensements (*) ou estimations de la population,,:
En 2002, la population était composée à 98 % de Russes.
|       | \| 2002* \| 2010* \| 2012 \| - \| \| ----- \| ----- \| ---- \| - \| \| 150 \| 122 \| 118 \| - \| |      |   |
| 2002* | 2010*                                                                                            | 2012 | - |
| 150   | 122                                                                                              | 118  | - |

## Culture locale et patrimoine
La chapelle Saint-Georges, construite au XIXe siècle, se trouve dans le village, classé en tant qu'objet patrimonial culturel de Russie d'importance régionale, se situe dans le village.

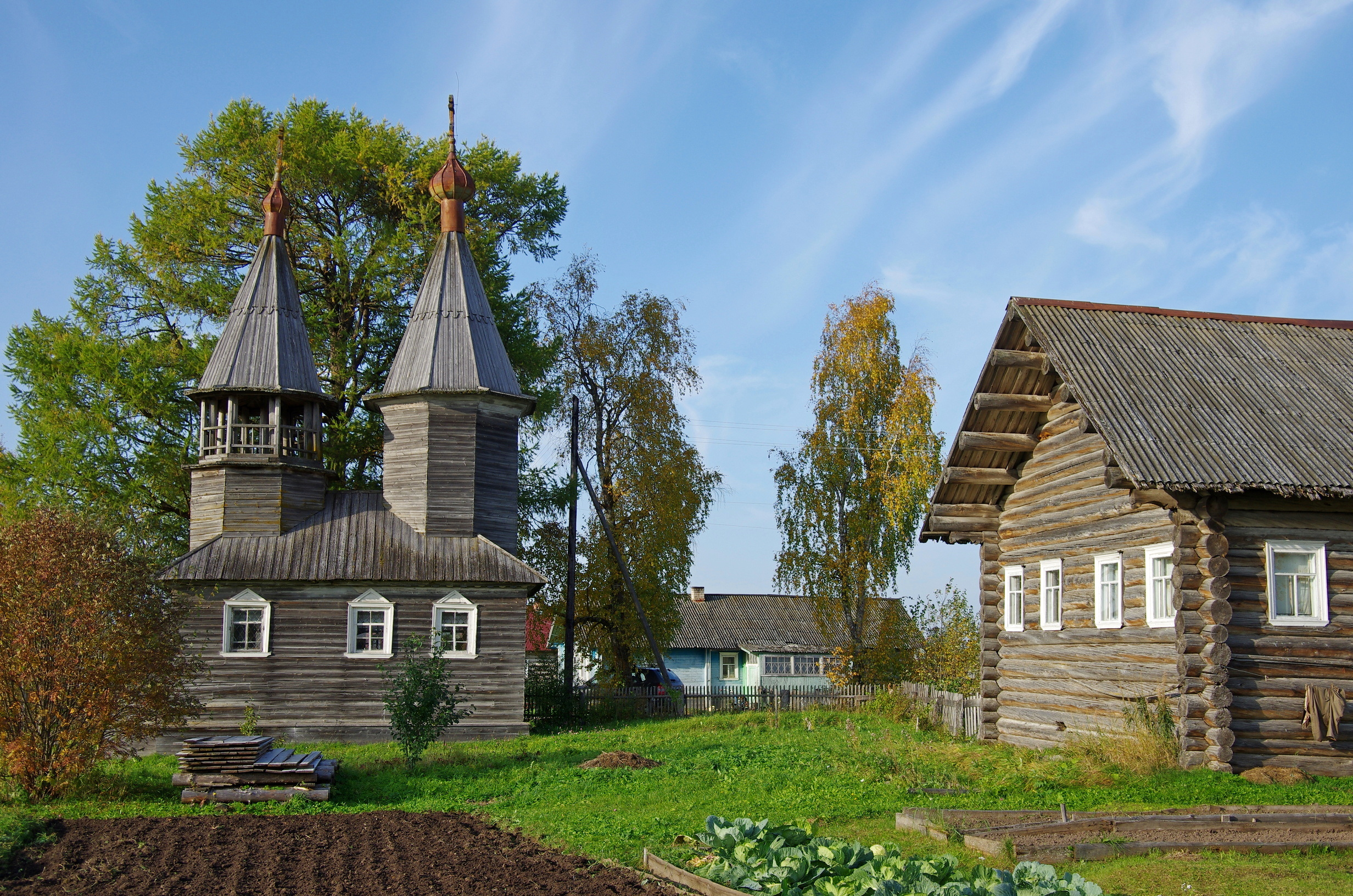
Chapelle en été.
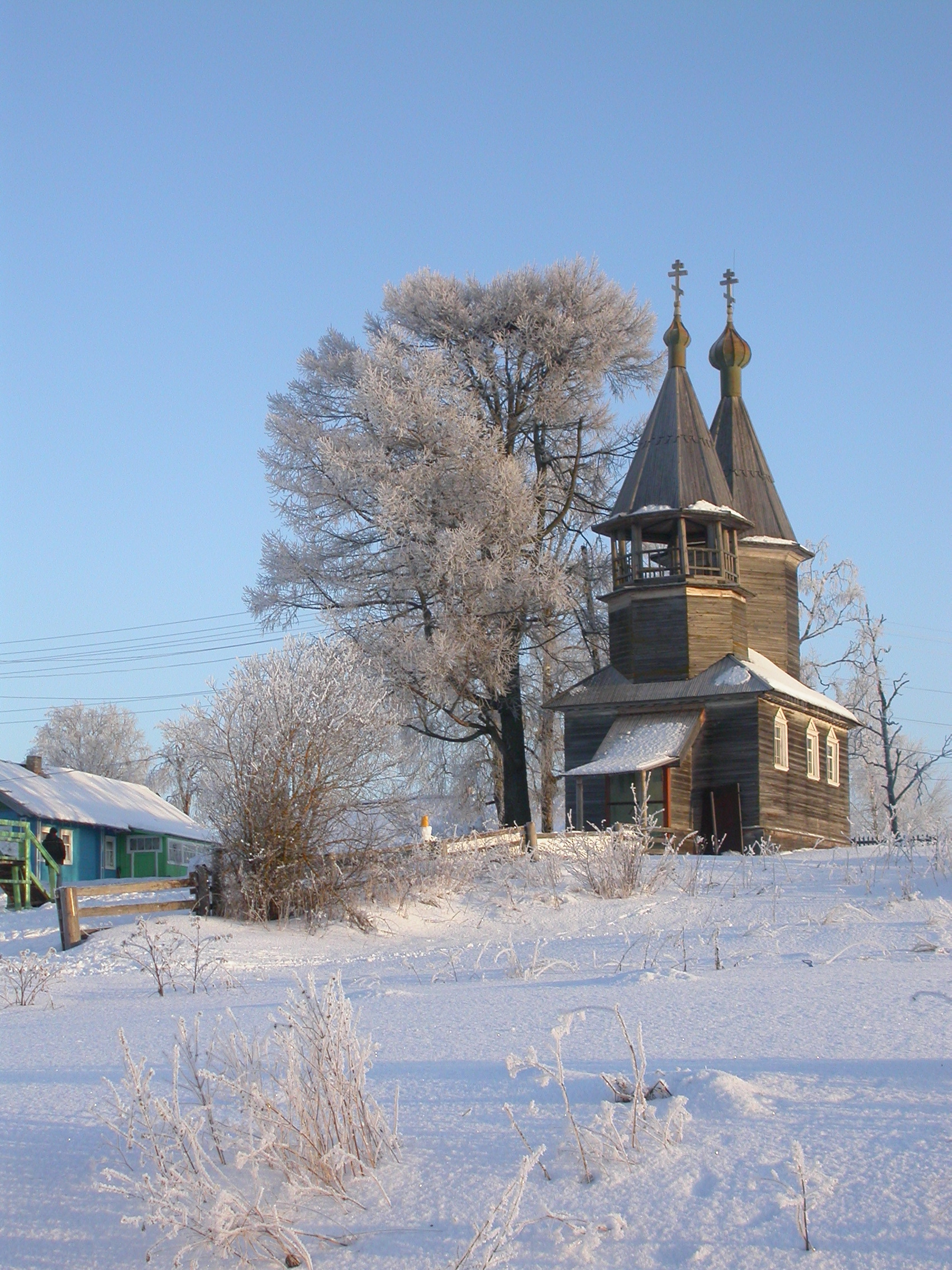
Chapelle Saint-Georges en hiver.
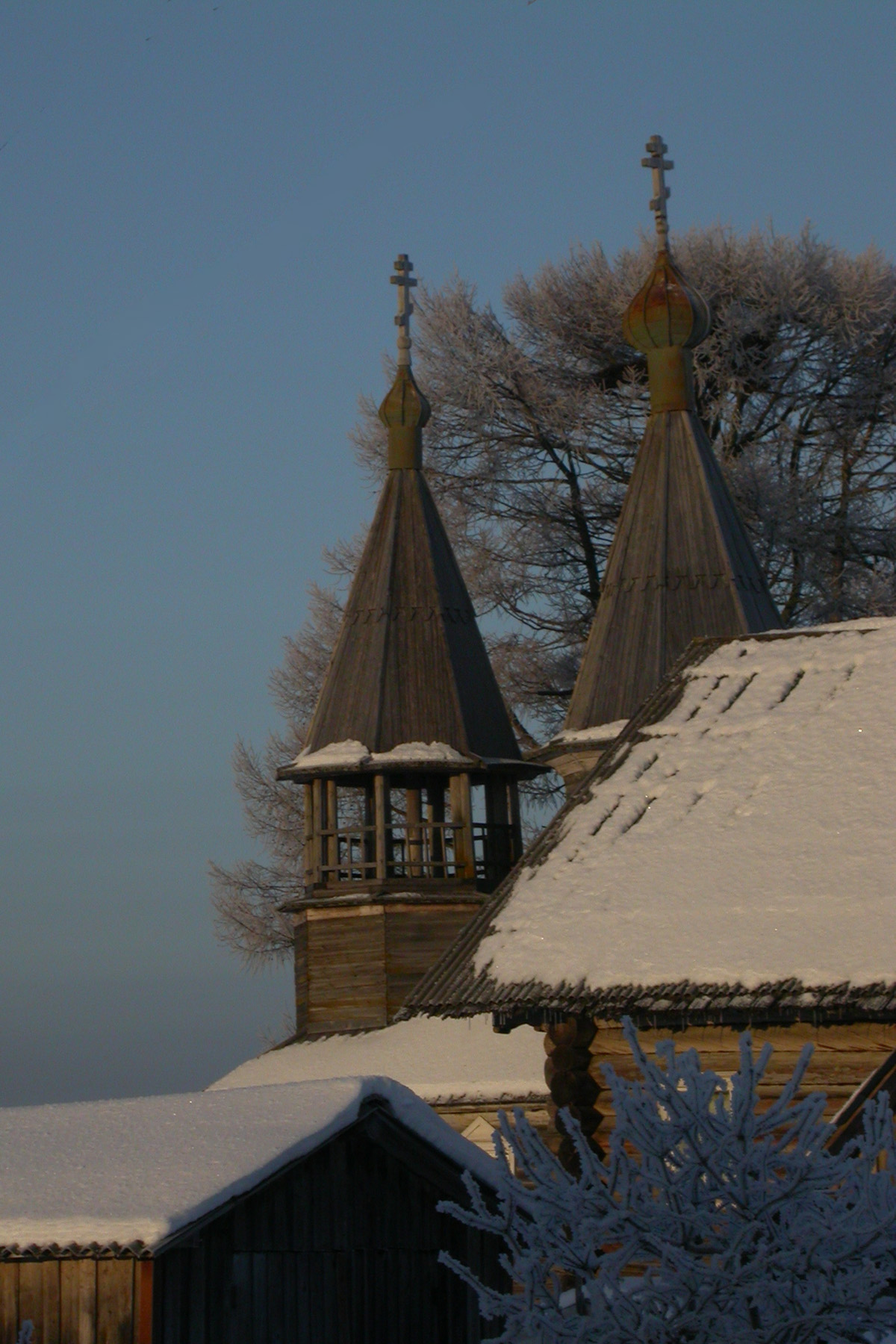
Clocher de la chapelle.
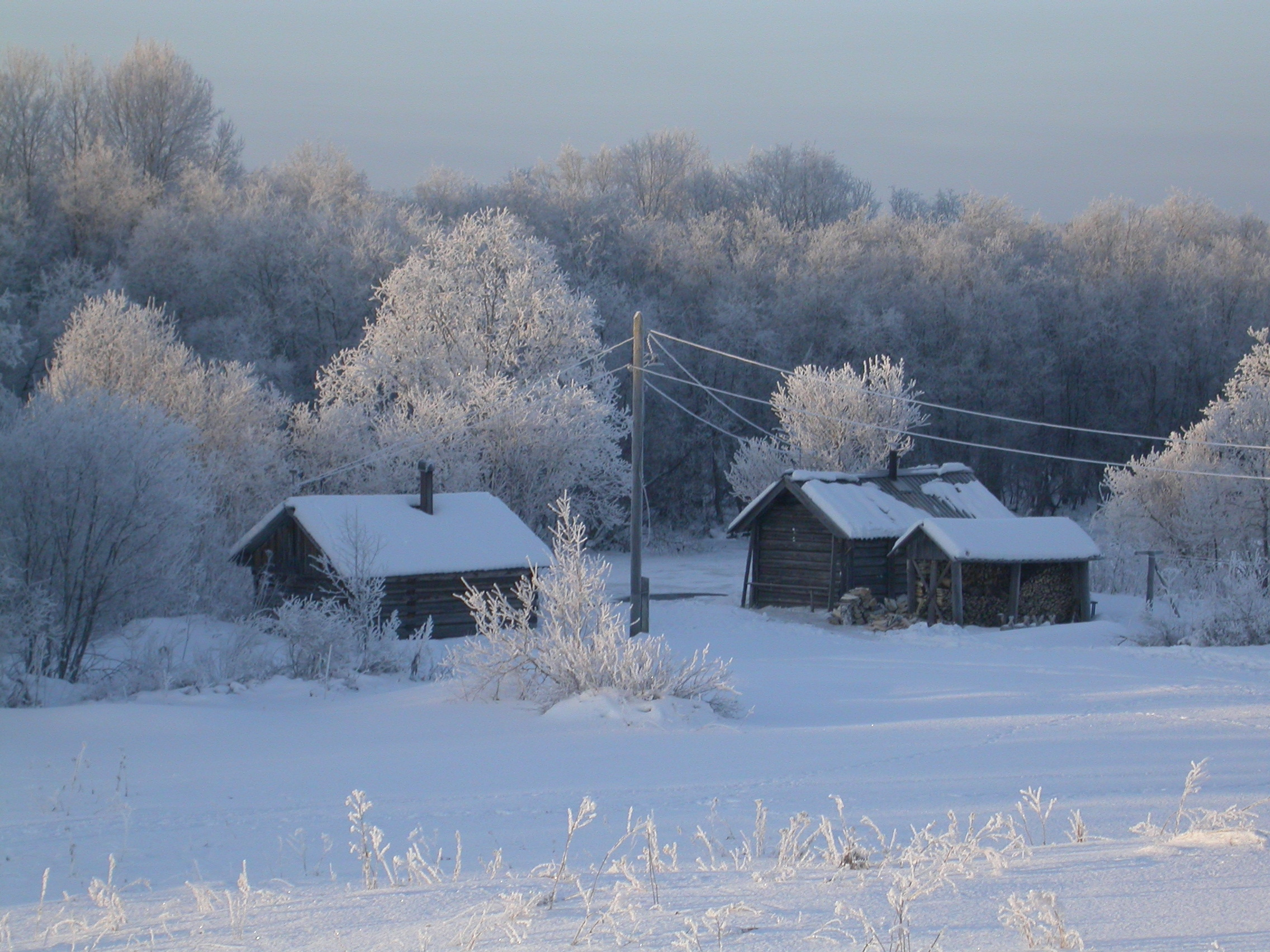
Des maisons du village.
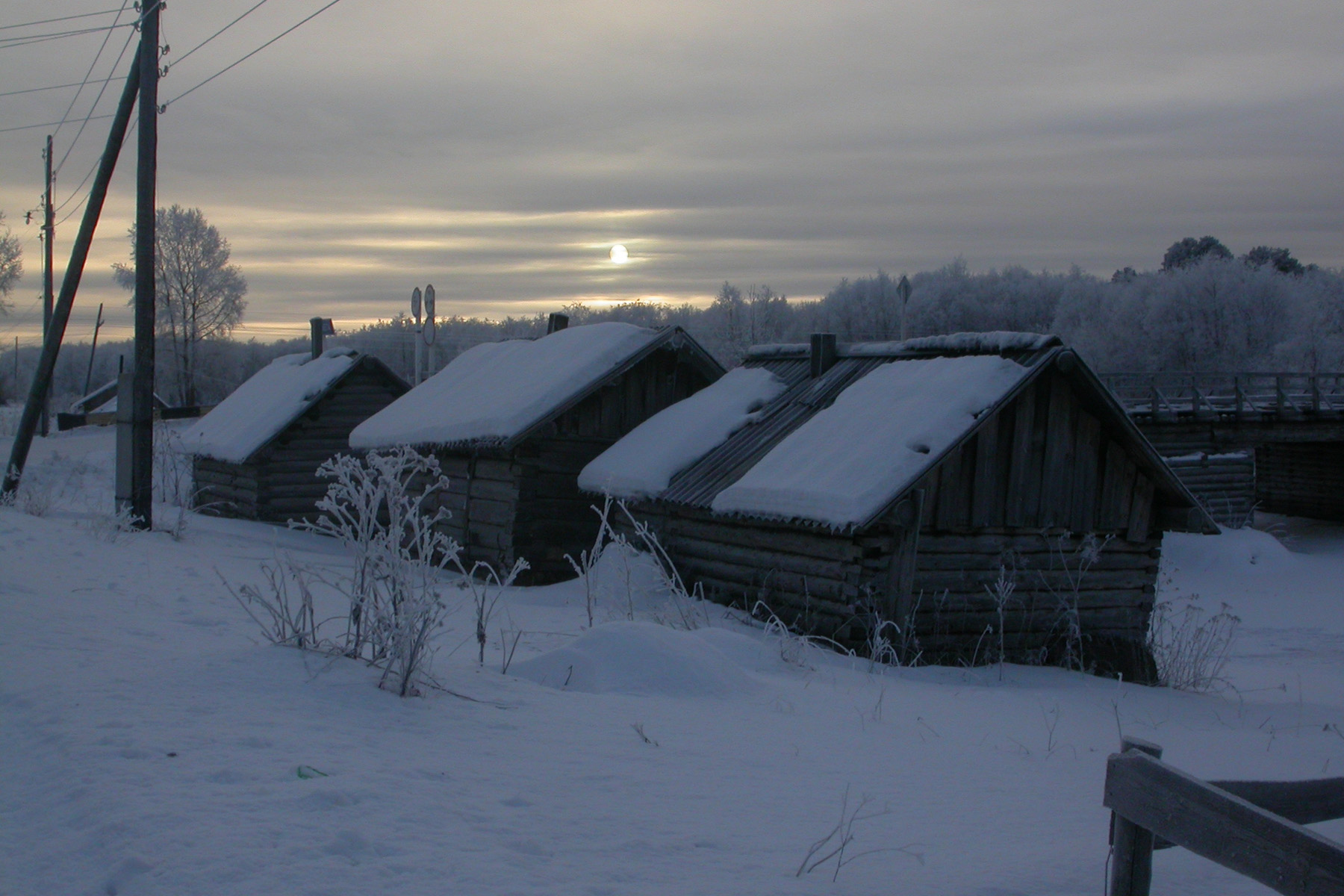
Autres maisons.